# Ricordi (canción de Finley)
«Ricordi» (en español «Memorias») es una canción de la banda italiana Finley, de su cuarto álbum de estudio, Adrenalina 2.

## Información

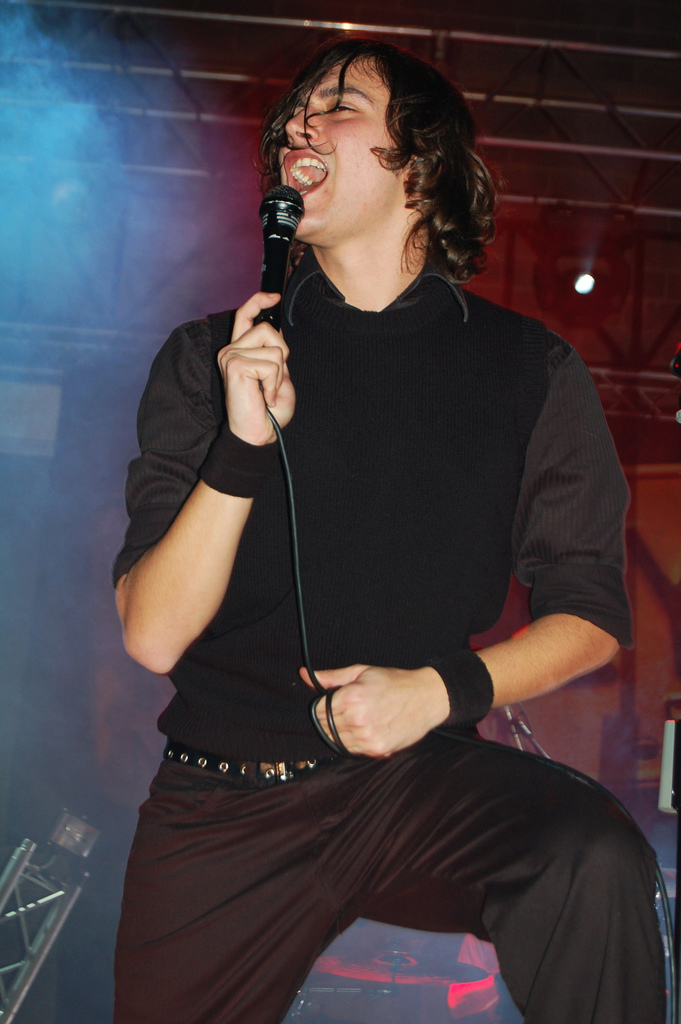
Marco Pedretti, vocalista de la banda.

La canción participó en el Festival de San Remo 2008, y obtuvo el quinto lugar. En marzo de 2008, se lanzó una versión en inglés del tema titulada "Your Hero", cantada junto a la cantante mexicana Belinda.

## Video musical
El video (estrenado el 21 de abril]de 2008 en YouTube) muestra a la banda cantando en distintos escenarios, mientras rotan imágenes de personas sufriendo y sin paz. En la versión en inglés, "Your Hero" ("Tu Héroe"), es el mismo video y se agregan escenas donde canta Belinda con la banda, siendo lanzado en iTunes el 5 de mayo de 2008.

## Posicionamiento
| Lista (2008)       | Posición |
| ------------------ | -------- |
| Italia Top Singles | 40       |

## Lista de canciones
iTunes Descarga digital
1. "Ricordi" — 3:59
2. "Your Hero" (con Belinda) — 3:59

iTunes Descarga digital
1. "Your Hero" (con Belinda) — 3:59